# KFOR
Die Kosovo-Truppe, kurz KFOR (englisch Kosovo Force), ist die 1999 nach Beendigung des Kosovokrieges aufgestellte multinationale militärische Formation unter der Leitung der NATO. Ihr obliegt es, gemäß der vom Sicherheitsrat der Vereinten Nationen im Juni 1999 beschlossenen Resolution 1244 für ein sicheres Umfeld für die Rückkehr von Flüchtlingen zu sorgen. Somit war die erste KFOR-Aufgabe, den Abzug der jugoslawischen bzw. serbischen Truppen sowie die Entmilitarisierung des Kosovos zu überwachen. Das Hauptquartier befindet sich in der kosovarischen Hauptstadt Pristina.
Ursprünglich beteiligten sich an der KFOR-Mission über 40 Staaten mit einer Truppenstärke von etwa 48.000 Soldaten. Aktuell (Stand: Mai 2025) wird die KFOR-Truppe von 33 Staaten gestellt und umfasst 4741 Soldaten.
KFOR arbeitet im Kosovo eng mit Missionen der Vereinten Nationen (UNMIK) und der Europäischen Union (EULEX Kosovo) zusammen. UNMIK hat wesentliche Aufgabenfelder im Polizei- und Justizaufbau im April 2009 an EULEX Kosovo übergeben.

## Auftrag
Mit der Verabschiedung der UN-Resolution 1244 durch den Sicherheitsrat am 10. Juni 1999 bekam die NATO – als führende Organisation zur Durchführung der friedensunterstützenden Operation im Kosovo – den Auftrag zur
- Sicherstellung eines friedlichen und sicheren Umfeldes
- Unterstützung und Koordinierung internationaler humanitärer Bemühungen und ziviler Organisationen
- Unterstützung der Entwicklung zu einem stabilen, demokratischen, multi-ethnischen und friedlichen Kosovo
- Unterstützung der Entwicklung von Sicherheitskräften im Kosovo[3]

## Geschichte

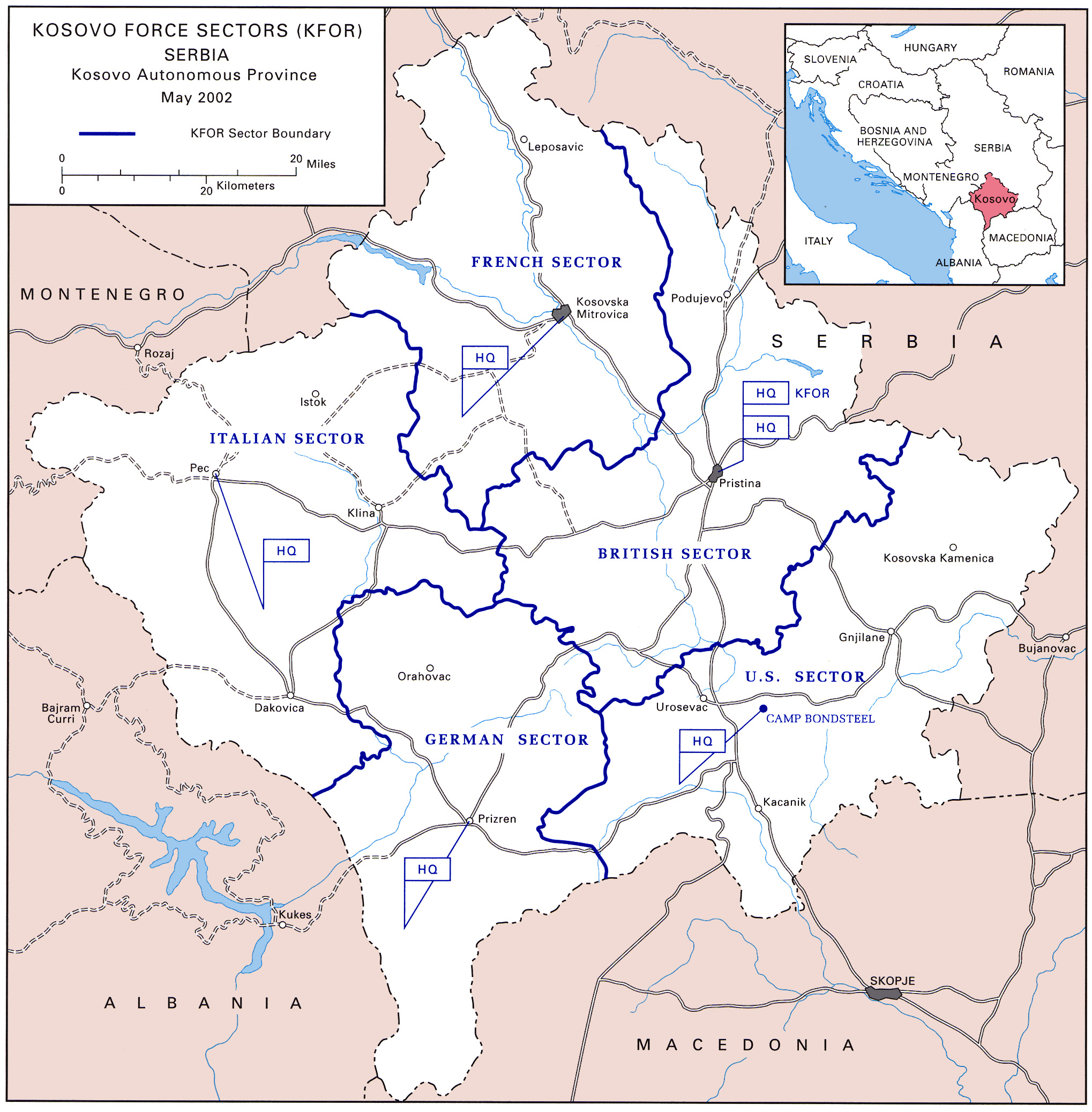
Karte mit den KFOR-Sektoren (2002)

Der Einsatz der KFOR begann am 12. Juni 1999 mit der Operation Joint Guardian (deutsch: Gemeinsamer Wächter), als die ersten NATO-Truppen in den Kosovo einrückten. Mit etwa 48.000 Soldaten aus 30 Nationen (19 NATO-Mitglieder und 11 weitere Partnerländer) war es bis zu diesem Zeitpunkt der größte Bodeneinsatz in der Geschichte der NATO.
Die zu Beginn größten Truppensteller waren das Vereinigte Königreich mit knapp 13.000 Soldaten und einer zusätzlichen Einsatzreserve von weiteren 6000, gefolgt von Deutschland mit 8000, den Vereinigten Staaten und Frankreich mit je 7000 sowie Italien mit 5000 Soldaten. In der Anfangszeit der Mission wurde der Kosovo in fünf militärische Sektoren aufgeteilt, welche je von einer der fünf führenden Truppenstellernationen verwaltet und mit einem Kampfverband in Brigadestärke überwacht wurden.
Das Vereinigte Königreich übernahm das Hauptquartier am Flughafen der Hauptstadt Pristina und den zentralen der fünf Sektoren, Italien den Westsektor, die Vereinigten Staaten den Ostsektor, Frankreich den Norden und Deutschland den Südsektor.
Kurz vor dem eigentlichen Einmarsch der NATO-Truppen kam es zu einem Kommandounternehmen der russischen Streitkräfte zur Besetzung des Flughafens von Pristina. Eine anschließend durchgeführte Luftblockade konnte eine dauerhafte Besetzung des Flughafens verhindern. Die russischen Truppen wurden schlussendlich in die KFOR-Strukturen integriert.
Gleich in den ersten Tagen kam es im Einsatz zu mehreren tödlichen Zwischenfällen im Kosovo: Zwei Journalisten, darunter der Stern-Reporter Gabriel Grüner, und ihr Begleiter wurden auf dem Dulje-Pass von einem russischen Paramilitär ermordet, britische Truppen töteten einen serbischen Polizisten, der auf sie geschossen hatte, und die Bundeswehr wurde in Prizren in einen tödlichen Schusswechsel verwickelt, nachdem zwei bewaffnete Serben mit ihrem Auto auf einen deutschen Kontrollposten zugefahren waren und zuvor auf die Menge geschossen hatten. In dem anschließenden Schusswechsel wurde einer der beiden Serben getötet und der andere schwer verwundet.
Zu Beginn des Einsatzes war die Stimmung im Kosovo – insbesondere im Süden in Prizren – extrem angespannt, was auch daran lag, dass anfangs noch reguläre jugoslawische Armeeeinheiten und serbische Paramilitärs vor Ort waren.
Mit Befriedung der allgemeinen Lage im Kosovo sollte eine Truppenreduzierung einhergehen, die am 12. November 2002 dazu führte, dass der italienische und der deutsche Verantwortungsbereich zusammengelegt wurden. Die neu gebildete Multinationale Brigade Südwest (MNB SW) deckte mit über 10.000 Soldaten aus elf Nationen rund ein Drittel der Fläche des Kosovo ab.
In den folgenden Monaten wurde die KFOR-Truppe weiter deutlich verkleinert, von etwa 39.000 Soldaten im Jahr 2002 auf 26.000 im Juni 2003 und dann Ende 2003 auf 17.500.
2004 kam es im gesamten Kosovo zu gewalttätigen Ausschreitungen, vor allem gegenüber der serbischen Minderheit, welche dazu führten, dass die NATO-Truppen erneut aufgestockt wurden.
Im August 2007 wurde die KFOR-Mission auf ca. 16.000 Soldaten reduziert, welche aus 37 Staaten gestellt wurden. 2009 hat die NATO den Prozess „Deterrent Presence“ einer kontinuierlichen Reduzierung der präsenten Kräfte eingeleitet.
2010 kam es dann erneut zu einer Umgliederung; die multinationalen Brigaden wurden auf zwei reduziert und fortan als Battlegroup (deutsch Kampfgruppe) oder Taskforce bezeichnet. Die Multinational Battle Group South (MNBG S) unter deutschem Kommando bestand aus Soldaten aus Deutschland, Frankreich, Österreich, der Türkei und der Schweiz und wurde aus Prizren geführt. Die unter italienischer Führung stehende Multinational Battle Group West (MNBG W) setzte sich aus Soldaten aus Italien, Slowenien, Ungarn, der Türkei und Rumänien zusammen und hatte ihr Hauptquartier in Peja.
Bis Januar 2012 sank die Zahl der eingesetzten Soldaten weiter auf etwa 6000 und wurde im Juni 2017 nochmals auf 4500 reduziert. Aktuell (Stand: Januar 2024) wird die KFOR-Truppe von 28 Staaten gestellt und umfasst 4443 Soldaten.
Nachdem es 2023 erneut zu Spannungen zwischen Serbien und dem Kosovo gekommen war, wurden die KFOR-Truppen wieder aufgestockt. Das Vereinigte Königreich entsendete 200 zusätzliche Soldaten, ebenso schickte Rumänien weitere Soldaten.

## Organisation

NATO-Abzeichen

### Struktur 1999
Seit dem Einmarsch der KFOR 1999 war diese in multinationale Brigaden gegliedert, die jeweils für die Sicherung eines Teilbereichs des Kosovo verantwortlich waren. Jede dieser multinationale Brigaden wurde von einer Lead Nation (Führungsnation) geführt.
Dem KFOR-Hauptquartier in Pristina unterstand folgende Struktur:
- Multinationale Brigade (MNB) „Zentrum“ in Pristina unter der Führung des Vereinigten Königreichs[19]
- MNB „Nord“ in Novo Selo unter der Führung Frankreichs[19]
- MNB „Süd“ in Prizren unter der Führung Deutschlands[19]
- MNB „West“ in Peja unter der Führung Italiens[19]
- MNB „Ost“ in Ferizaj unter der Führung der Vereinigten Staaten[19]

### Struktur 2003
Im November 2002 wurden der italienische und der deutsche Verantwortungsbereich zusammengelegt und es entstand die Multinationale Brigade Südwest (MNB SW).
Daraus ergab sich unter dem KFOR-Hauptquartier in Pristina die folgende Organisationsstruktur:
- Multinationale Brigade (MNB) „Zentrum“ in Pristina unter der Führung des Vereinigten Königreichs
- MNB „Nord“ in Novo Selo unter der Führung Frankreichs
- MNB „Südwest“ in Prizren unter der Führung Deutschlands
- MNB „Ost“ in Ferizaj unter der Führung der Vereinigten Staaten

### Struktur 2006
Im August 2005 beschloss der NATO-Rat, die KFOR umzustrukturieren und die vier bestehenden multinationalen Brigaden durch fünf multinationale Task Forces (MNTF; deutsch: Multinationale Einsatzgruppen) zu ersetzen. Diese Änderung sollte eine größere Flexibilität ermöglichen, da beispielsweise die Beschränkungen für die grenzüberschreitende Verlegung von in verschiedenen Sektoren des Kosovo stationierten Einheiten aufgehoben wurden. Mit dem Übergang von der Brigade zur Task Force wurde auch mehr Gewicht auf nachrichtendienstlich geführte Operationen gelegt, wobei die Task Forces bei der Informationsbeschaffung eng mit der örtlichen Polizei und der Bevölkerung zusammenarbeiten. Die Umsetzung erfolgte Mitte 2006, wobei aus der vormaligen Multinationalen Brigade Südwest zwei Task Forces (West und Süd) gebildet wurden.
Daraus ergab sich unter dem Hauptquartier die folgende Organisationsstruktur:
- Multinationale Task Force (MNTF) „Zentrum“ in Pristina unter der Führung des Vereinigten Königreichs
- MNTF „Nord“ unter der Führung Frankreichs
- MNTF „West“ unter der Führung Italiens
- MNTF „Süd“ unter der Führung Deutschlands
- MNTF „Ost“ unter der Führung der Vereinigten Staaten

### Struktur 2010
2010 wurde KFOR erneut restrukturiert und umfasste zwei Multinational Battle Groups (deutsch: multinationale Kampfgruppen) mit Sitz in Peja und Prizren sowie Joint Regional Detachments. Letztere hatten die Führung sogenannter Liaison Monitoring Teams inne. Durch diese Umstrukturierung wurde von klassischen militärisch eingesetzten Kräften die Brücke zu in der Bevölkerung fest verankerten militärischen Kräften geschlagen. Damit wurde das „Fühlen des Pulses“ innerhalb der Bevölkerung als weiteres Führungselement für den KFOR-Kommandanten (COM KFOR) geschaffen.
Die beiden multinationalen Kampfgruppen waren:
- Multinational Battle Group West in Peja unter der Führung Italiens[16] und unter Beteiligung Sloweniens, Ungarns, Rumäniens und der Türkei[16]
- Multinational Battle Group South in Prizren unter der Führung Deutschlands und unter Beteiligung Frankreichs, Österreichs, der Schweiz und der Türkei[15]

### Struktur 2019
Am 15. August 2019 wurde eine erneute Restrukturierung durchgeführt, um sich den Aufgabenfeldern im Kosovo besser anzupassen. Dabei wurden die Joint Regional Detachments in die Regional Commands eingegliedert. Dadurch können die Regional Commands bereits die Beurteilung aller eingesetzten Kräfte in ihrem Verantwortungsbereich durchführen.
Somit stellt sich die aktuelle Organisation (Stand: September 2019) wie folgt dar:
Dem Hauptquartier in Pristina sind folgende Elemente zugeordnet:
- MSU – Multinational Specialized Unit
- RC – Regional Command
- JLSG – Joint Support Logistic Group
- KTRBN – KFOR Tactical Reserve Bataillon
- HSG – Headquarters Support Group
- ISRBN – Intelligence Surveillance and Reconnaissance Battalion

#### MSU – Multinational Specialized Unit
Die KFOR Multinational Specialized Unit (MSU) hat ihren Sitz in Pristina und ist Teil der Einsatzkräfte von COM KFOR. Sie besteht ausschließlich aus italienischen Carabinieri.
Die MSU ist eine Militäreinheit, die sich aus Polizeikräften mit militärischem Status zusammensetzt. Sie bietet dem COM KFOR die Möglichkeit, Sicherheitsmaßnahmen durchzuführen, einschließlich strafrechtlicher Aufklärung, Beherrschung von Menschenmengen und Unruhen (Crowd and Riot Control, CRC) sowie das Sammeln und Bewerten von Informationen. Die MSU kann bei Bedarf auch lokale Polizeikräfte in einer Vielzahl von Fragen beraten und unterstützen, unter anderem zu Themen wie Strafverfolgung, Bekämpfung der organisierten Kriminalität und des Terrorismus, Ermittlung von Kriegsverbrechen, Kriminalprävention und öffentliche Sicherheit.
Die MSU wird von einem italienischen Carabinieri-Offizier kommandiert, der den COM KFOR in allen Angelegenheiten der Zivilpolizei berät.

#### RC – Regional Command
Die KFOR verfügt über zwei RCs.
Das Regional Command Ost (RC-E) ist ein NATO-Kommando mit Sitz im Camp Bondsteel in der Nähe von Ferizaj im Südosten des Kosovo. Dieses Camp ist der Hauptstützpunkt der US-Armee unter dem KFOR-Kommando im Kosovo.
Die Einheit wird von einem US-Offizier kommandiert und besteht aus US-Truppen sowie Truppen aus Polen, Rumänien und der Türkei.
Die Regional Command West (RC-W) ist ein NATO-Kommando mit Hauptsitz im Camp Villaggio Italia in der Nähe von Pec im Westen des Kosovo. Dieses Camp ist der Hauptstützpunkt der italienischen Truppe unter dem KFOR-Kommando im Kosovo.
Die Einheit wird von einem italienischen Offizier kommandiert und besteht aus Truppen aus Italien, Österreich, Moldau und Slowenien.
RC-E und RC-W führen friedensfördernde Operationen im Kosovo durch, um zu einem sicheren Umfeld und zur Bewegungsfreiheit beizutragen. Das RC-W führt auch die Bewachung im Kloster Visoki Dečani als First Responder durch.

#### JLSG – Joint Logistics Support Group
Die Joint Logistics Support Group (JLSG) hat ihren Sitz in Camp Film City Pristina.
Die Aufgabe der JLSG besteht darin, den KFOR-Streitkräften logistische Unterstützung im gesamten Einsatzraum sowie militärische technische Unterstützung zukommen zu lassen, um ein sicheres Umfeld und Bewegungsfreiheit zu gewährleisten. Zu den Funktionen von JLSG gehören allgemeine Bereitstellung von pioniertechnischen Mitteln, der Transport und die Instandsetzung, Entschärfung von explosiven Stoffen, die Kraftstoffversorgung, -bereitstellung und -beförderung.
Die Einheit wird von einem österreichischen Offizier kommandiert und besteht aus Truppen aus 16 verschiedenen truppenstellenden Staaten.

#### KTRBN – KFOR Tactical Reserve Bataillon
Das Tactical Reserve Battalion (KTRBN) der KFOR ist in Novosella, im Camp Maréchal de Lattre de Tassigny (CMLT) stationiert und steht direkt unter der taktischen Kontrolle des COM KFOR. Das Leistungsspektrum von KTRBN umfasst eine breite Palette von Sicherheitsmaßnahmen, zum Beispiel den Schutz von Personen mit besonderem Sicherheitsstatus, Schutz von Gütern mit besonderem Sicherheitsstatus, Straßenkontrollen, Eskortieren von Menschen/Fahrzeugen, Überwachung von Räumen, Aufklärung, Erste-Hilfe-Maßnahmen bei der Bevölkerung und andere militärische Fähigkeiten. KTRBN ist speziell in Operationen im Bereich Crowd and Riot Control (CRC) geschult. Das KTRBN kann überall im Kosovo eingesetzt werden. Das Bataillon besteht aus ungarischen Truppen.

#### HSG – Headquarters Support Group
Die Headquarters Support Group (HSG) hat ihren Sitz im Camp Film City Pristina. Die HSG hat die Aufgabe, Camp Film City / HQ KFOR vor internen und externen Bedrohungen zu schützen. Die Einheit bietet auch Unterstützung für das Hauptquartier der KFOR im Camp Film City und verfügt über folgende Einrichtungen: Camp Maréchal de Lattre de Tassigny, Camp Nothing Hill und den Militärflughafen Pristina. Die Einheit wird von einem irischen Offizier kommandiert und setzt sich aus Truppen und Zivilpersonal aus mehreren truppenstellenden Staaten zusammen.

#### ISRBN – Intelligence Surveillance and Reconnaissance Battalion
Das Intelligence Surveillance and Reconnaissance Battalion (ISRBN) ist in Pristina, Camp Film City, stationiert. Das ISRBN ist für nachrichtendienstliche Überwachung und Aufklärung zuständig. Es wird von einem italienischen Offizier kommandiert.

## Truppenstellende Staaten

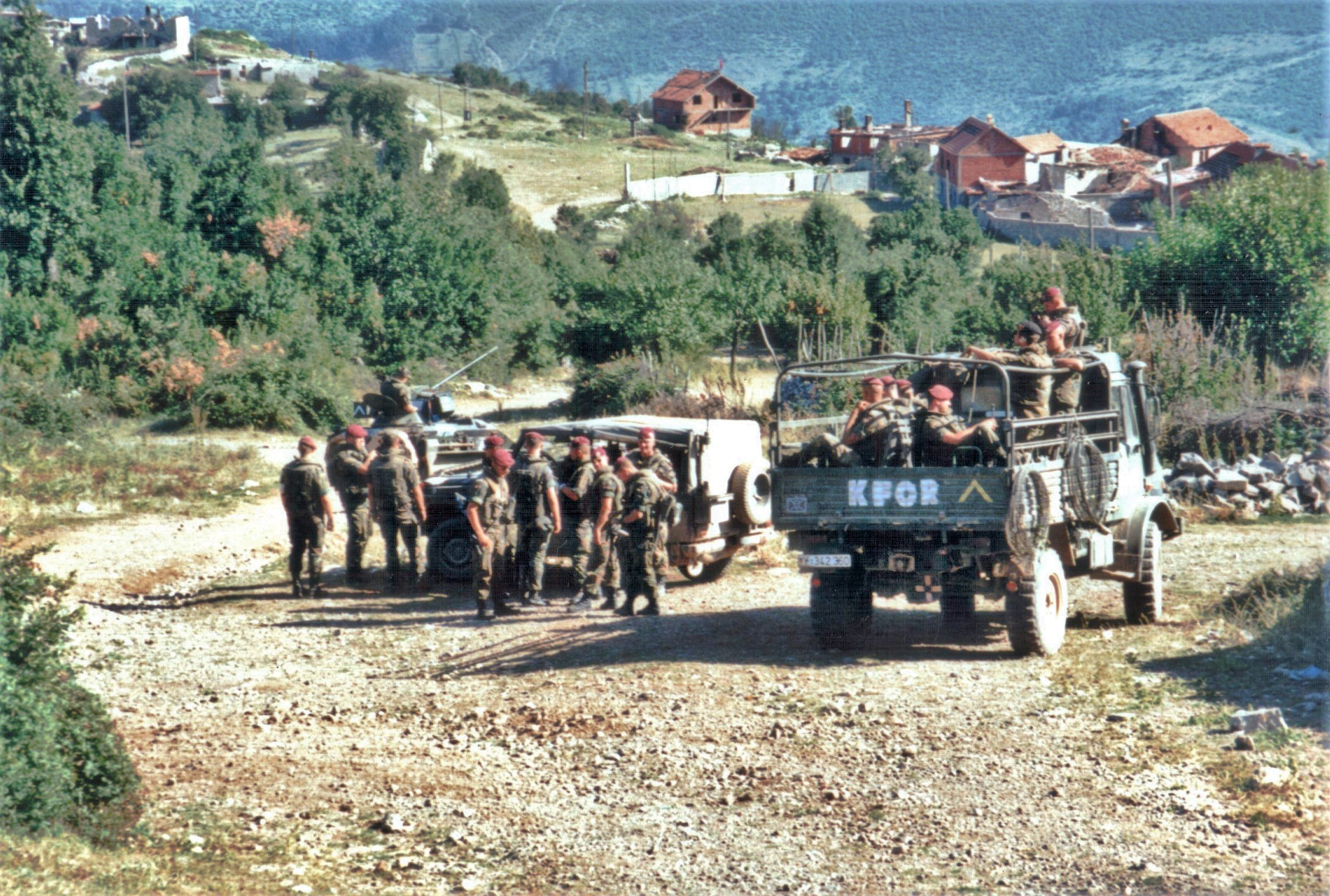
Deutsche Fallschirmjäger innerhalb der KFOR auf Patrouille im Südkosovo (1999)

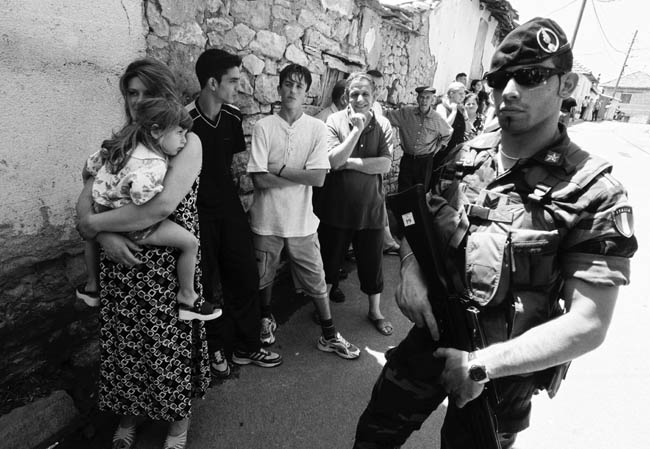
Italienische KFOR-Soldaten schützen serbische Zivilisten in Orahovac während der Ausschreitungen im Kosovo 2004

Türkische KFOR-Soldaten bei der Crowd and Riot Control Ausbildung (2010)

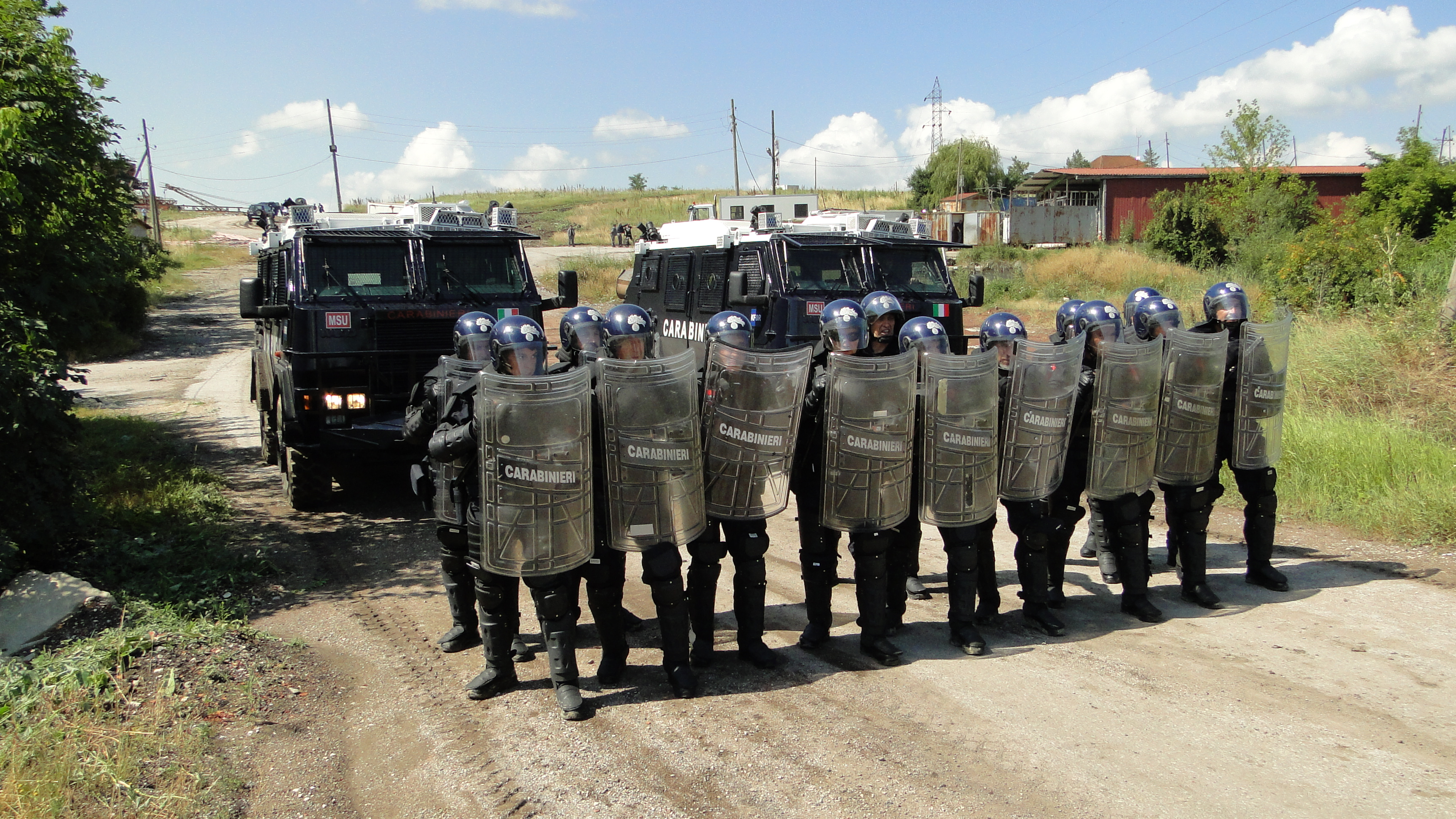
KFOR-MSU Carabinieri mit zwei RG-12 Fahrzeugen während einer Crowd and Riot Control Übung (2019)

Ursprünglich beteiligten sich an der KFOR-Mission über 40 Staaten mit einer Truppenstärke von mehr als 45.000 Soldaten. Anfang 2002 wurde diese auf etwa 39.000 Soldaten und Ende 2003 auf 17.500 Soldaten reduziert. Im August 2007 wurde – nachdem bedingt durch die Unruhen 2004 wieder mehr Soldaten notwendig gewesen waren – die KFOR-Mission auf ca. 16.000 Soldaten reduziert, welche aus 37 Staaten gestellt wurden. 2009 hat die NATO den Prozess „Deterrent Presence“ einer kontinuierlichen Reduzierung der präsenten Kräfte eingeleitet. Bis Januar 2012 sank diese Zahl somit weiter auf etwa 6000 Soldaten und wurde im Juni 2017 nochmals auf 4500 Soldaten reduziert. Aktuell (Stand: Mai 2025) wird die KFOR-Truppe von 33 Staaten gestellt und umfasst 4741 Soldaten.
Die folgende Tabelle listet die Anzahl der Soldaten auf, die Stand Mai 2025 von den einzelnen truppenstellenden Staaten bereitgestellt werden.
| Staat                  | NATO                                  | EU                                    | Stärke |
| ---------------------- | ------------------------------------- | ------------------------------------- | ------ |
| Italien                | Grünes Häkchensymbol für ja           | Grünes Häkchensymbol für ja           | 1258   |
| Vereinigte Staaten     | Grünes Häkchensymbol für ja           | Rotes X oder Kreuzchensymbol für nein | 602    |
| Ungarn                 | Grünes Häkchensymbol für ja           | Grünes Häkchensymbol für ja           | 365    |
| Türkei                 | Grünes Häkchensymbol für ja           | Rotes X oder Kreuzchensymbol für nein | 325    |
| Deutschland            | Grünes Häkchensymbol für ja           | Grünes Häkchensymbol für ja           | 269    |
| Polen                  | Grünes Häkchensymbol für ja           | Grünes Häkchensymbol für ja           | 247    |
| Schweiz                | Rotes X oder Kreuzchensymbol für nein | Rotes X oder Kreuzchensymbol für nein | 211    |
| Rumänien               | Grünes Häkchensymbol für ja           | Grünes Häkchensymbol für ja           | 182    |
| Kroatien               | Grünes Häkchensymbol für ja           | Grünes Häkchensymbol für ja           | 152    |
| Lettland               | Grünes Häkchensymbol für ja           | Grünes Häkchensymbol für ja           | 140    |
| Bulgarien              | Grünes Häkchensymbol für ja           | Grünes Häkchensymbol für ja           | 127    |
| Griechenland           | Grünes Häkchensymbol für ja           | Grünes Häkchensymbol für ja           | 121    |
| Slowenien              | Grünes Häkchensymbol für ja           | Grünes Häkchensymbol für ja           | 109    |
| Österreich             | Rotes X oder Kreuzchensymbol für nein | Grünes Häkchensymbol für ja           | 105    |
| Albanien               | Grünes Häkchensymbol für ja           | Rotes X oder Kreuzchensymbol für nein | 90     |
| Finnland               | Grünes Häkchensymbol für ja           | Grünes Häkchensymbol für ja           | 70     |
| Nordmazedonien         | Grünes Häkchensymbol für ja           | Rotes X oder Kreuzchensymbol für nein | 67     |
| Armenien               | Rotes X oder Kreuzchensymbol für nein | Rotes X oder Kreuzchensymbol für nein | 57     |
| Vereinigtes Königreich | Grünes Häkchensymbol für ja           | Rotes X oder Kreuzchensymbol für nein | 47     |
| Moldau                 | Rotes X oder Kreuzchensymbol für nein | Rotes X oder Kreuzchensymbol für nein | 44     |
| Slowakei               | Grünes Häkchensymbol für ja           | Grünes Häkchensymbol für ja           | 42     |
| Dänemark               | Grünes Häkchensymbol für ja           | Grünes Häkchensymbol für ja           | 35     |
| Tschechien             | Grünes Häkchensymbol für ja           | Grünes Häkchensymbol für ja           | 35     |
| Irland                 | Rotes X oder Kreuzchensymbol für nein | Grünes Häkchensymbol für ja           | 13     |
| Luxemburg              | Grünes Häkchensymbol für ja           | Grünes Häkchensymbol für ja           | 7      |
| Belgien                | Grünes Häkchensymbol für ja           | Grünes Häkchensymbol für ja           | 5      |
| Kanada                 | Grünes Häkchensymbol für ja           | Rotes X oder Kreuzchensymbol für nein | 5      |
| Frankreich             | Grünes Häkchensymbol für ja           | Grünes Häkchensymbol für ja           | 3      |
| Schweden               | Grünes Häkchensymbol für ja           | Grünes Häkchensymbol für ja           | 3      |
| Montenegro             | Grünes Häkchensymbol für ja           | Rotes X oder Kreuzchensymbol für nein | 2      |
| Litauen                | Grünes Häkchensymbol für ja           | Grünes Häkchensymbol für ja           | 1      |
| Niederlande            | Grünes Häkchensymbol für ja           | Grünes Häkchensymbol für ja           | 1      |
| Portugal               | Grünes Häkchensymbol für ja           | Grünes Häkchensymbol für ja           | 1      |

### Beitrag der Bundeswehr
Die deutsche Bundeswehr beteiligt sich seit dem 12. Juni 1999 an der NATO-Mission im Kosovo. Zu Beginn waren etwa 6.000 deutsche Soldaten eingesetzt, Deutschland übernahm genau wie Frankreich und Italien die militärische Führung über einen Sektor des Kosovos. Gemeinsam mit etwa 4.000 weiteren Soldaten aus Bulgarien, Georgien, den Niederlanden, Russland, Slowakei, Schweden, Schweiz, Türkei und Österreich wurde die Multinationale Brigade Süd (MNB S) gebildet, die unter deutschem Kommando stand und das Hauptquartier
in Prizren hatte. Im Zuge der Befriedung des Konflikts wurde auch das deutsche Kontingent stark verkleinert. 2022 dienten lediglich noch etwa 80 Soldaten der Bundeswehr unter dem Mandat der KFOR. Seit dem 29. Januar 2022 ist das 60. Einsatzkontingent der Bundeswehr unter der Führung von Oberst Stefan Bründermann im Kosovo. Am 24. März 2025 hat das Heer die nationale Führung der deutschen Einsatzkräfte im Kosovo übernommen.

### Beitrag des Österreichischen Bundesheeres
Seit Juli 1999 beteiligt sich das österreichische Bundesheer mit bis zu 500 Soldaten an der KFOR. Das österreichische Kontingent wurde zu Beginn der unter deutscher Führungen stehenden multinationalen Taskforce „Süd“ (MNTF S) unterstellt und übernahm die Führung der Task Force Dulje, eines Verbandes in Bataillonsstärke, zusammen mit Soldaten aus der Schweiz, der Slowakei, ab spätestens 2004 auch Soldaten aus Deutschland und ab 2009 Soldaten aus Portugal. 2010 wurde mit Verbesserung der Lage im Kosovo und der damit einhergehenden Umstrukturierung der KFOR die Task Force Dulje aufgelöst und die österreichischen Einheiten direkt der übergeordneten MNTF S unterstellt. Der Verband war mehrheitlich im Camp Casablanca nahe Suva Reka stationiert.
Mit dem 31. österreichischen Kontingent unter der Führung von Oberst Franz Josef Madner stellt das Bundesheer auch den Kommandanten der „Joint Logistics Support Group“ und übernimmt somit die Verantwortung für die multinationale Logistik der gesamten Mission.
Im März 2021 wurde das 44. österreichische Kontingent in den KFOR-Einsatz entsandt.
2023 gab Österreichs Verteidigungsministerium auf einer KFOR-Truppenstellerkonferenz bekannt per April 2024 eine Kompanie, also etwa ein Drittel der Kontingentstärke, aus dem Kosovo geplant abzuziehen, da die Gewinnung von Soldaten für diesen Einsatz sich als zunehmend schwierig erwiesen hatte und mehr Personal für die EU-Kampfgruppen benötigt würde. Die abgezogenen 90 Soldaten sollen von der deutschen Bundeswehr ersetzt werden.
| Kontingent Nr. | Kommandeur                           | Zeitraum                       | Personalstärke                                          |
| -------------- | ------------------------------------ | ------------------------------ | ------------------------------------------------------- |
| 01             | Oberst dG Karl Pernitsch             | Oktober 1999 bis April 2000    |                                                         |
| 02             | Oberst dG Johann Luif                | April 2000 bis Oktober 2000    |                                                         |
| 03             | Oberst dG Alois Frühwirth            | Oktober 2000 bis April 2001    | ca. 500                                                 |
| 04             | Oberst dG Helmut Habermayer          | April 2001 bis Oktober 2001    |                                                         |
| 05             | Oberst dG Robert Brieger             | Oktober 2001 bis April 2002    |                                                         |
| 06             | Oberst dG Karl-Heinz Wiedner         | April 2002 bis Oktober 2002    |                                                         |
| 07             | Oberstleutnant dG Reinhard Schöberl  | Oktober 2002 bis April 2003    |                                                         |
| 08             | Oberst dG Michael Janisch            | April 2003 bis Oktober 2003    |                                                         |
| 09             | Oberst dG Gerhard Weiner             | Oktober 2003 bis April 2004    |                                                         |
| 10             | Oberst dG Christian Platzer          | April 2004 bis Oktober 2004    |                                                         |
| 11             | Oberst dG Franz Hollerer             | Oktober 2004 bis Mai 2005      |                                                         |
| 12             | Oberst dG Markus Koller              | Mai 2005 bis November 2005     |                                                         |
| 13             | Oberst dG Karl Schmidseder           | November 2005 bis Mai 2006     |                                                         |
| 14             | Oberst dG Horst Hofer                | Mai 2006 bis November 2006     |                                                         |
| 15             | Oberst dG Peter Deckenbacher         | November 2006 bis April 2007   |                                                         |
| 16             | Brigadier Norbert Gehart             | April 2007 bis Juli 2007       | ca. 600                                                 |
| 17             | Brigadier Reinhard Schöberl          | Juli 2007 bis Jänner 2008      |                                                         |
| 17             | Oberst dG Jürgen Wörgötter           | Jänner 2008 bis Mai 2008       |                                                         |
| 18             | Brigadier Robert Prader              | Mai 2008 bis November 2008     | gleichzeitig Kommandant der Multinationalen Brigade Süd |
| 19             | Brigadier Thomas Starlinger          | November 2008 bis Mai 2009     | gleichzeitig Kommandant der Multinationalen Brigade Süd |
| 20             | Brigadier Gerhard Christiner         | Mai 2009 bis November 2009     |                                                         |
| 21             | Brigadier Norbert Huber              | November 2009 bis Jänner 2010  |                                                         |
| 21             | Oberst dG Jürgen Ortner              | Jänner 2010 bis Mai 2010       |                                                         |
| 22             | Oberst dG Klaus Anderle              | Mai 2010 bis September 2010    |                                                         |
| 23             | Oberst dG Christian Riener           | September 2010 bis April 2011  |                                                         |
| 24             | Oberst dG Andreas Stupka             | April 2011 bis Oktober 2011    |                                                         |
| 25             | Oberstleutnant dG Dieter Schadenböck | Oktober 2011 bis April 2012    |                                                         |
| 26             | Oberstleutnant dG Wolfgang Prieler   | April 2012 bis Oktober 2012    |                                                         |
| 27             | Oberst dG Horst Hofer                | Oktober 2012 bis April 2013    |                                                         |
| 28             | Oberst dG Arnold Staudacher          | April 2013 bis September 2013  |                                                         |
| 29             | Oberst dG Markus Kohlweg             | September 2013 bis April 2014  |                                                         |
| 30             | Oberstleutnant dG Norbert Klein      | April 2014 bis Oktober 2014    |                                                         |
| 31             | Oberst dG Franz Josef Madner         | Oktober 2014 bis April 2015    | 540                                                     |
| 32             | Oberst dG Karl Wöhl-Danzinger        | April 2015 bis Oktober 2015    |                                                         |
| 33             | Oberst dG Rudolf Zauner              | Oktober 2015 bis April 2016    |                                                         |
| 34             | Oberst dG Arnold Staudacher          | April 2016 bis Oktober 2016    |                                                         |
| 35             | Oberst dG Wolfgang Weichselberger    | Oktober 2016 bis April 2017    |                                                         |
| 36             | Oberst dG Wolfgang Prieler           | April 2017 bis Oktober 2017    |                                                         |
| 37             | Oberst dG Markus Prammer             | Oktober 2017 bis April 2018    |                                                         |
| 38             | Oberst dG Stefan Lampl               | April 2018 bis Oktober 2018    |                                                         |
| 39             | Oberst dG Shahim Bakhsh              | Oktober 2018 bis April 2019    | 500                                                     |
| 40             | Oberst dG Peter Schinnerl            | April 2019 bis Oktober 2019    |                                                         |
| 41             | Oberst dG Markus Höfler              | Oktober 2019 bis April 2020    |                                                         |
| 42             | Oberst dG Thomas Fronek              | April 2020 bis Oktober 2020    | 350                                                     |
| 43             | Oberst dG Jürgen Jäger               | Oktober 2020 bis April 2021    | 380                                                     |
| 44             | Oberst dG Georg Podlipny             | April 2021 bis August 2021     |                                                         |
| 44             | Oberst dG Markus Reisner             | August 2021 bis September 2021 |                                                         |
| 45             | Oberst dG Siegfried Skudnigg         | Oktober 2021 bis April 2022    | 350                                                     |
| 46             | Oberst dG Franz Sitzwohl             | April 2022 bis Oktober 2022    |                                                         |
| 47             | Oberst dG Georg Dialer               | Oktober 2022 bis April 2023    |                                                         |
| 48             | Oberst dG Berthold Sandtner          | April 2023 bis Oktober 2023    | 275                                                     |
| 49             | Oberst dG Markus Mautz               | Oktober 2023 bis April 2024    |                                                         |
| 50             | Oberst dG Bernhard Gruber            | April 2024 bis heute           |                                                         |

### Beitrag der Schweizer Armee
Seit Oktober 1999 beteiligt sich auch die Schweizer Armee an der KFOR-Mission.

## Kommandeure
Während des Kosovokrieges 1999 hatte der US-General Wesley Clark als Supreme Allied Commander Europe (SACEUR) das Oberkommando über die NATO-Truppen inne. Die KFOR wurde bis zur Truppenreduzierung 2010 von einem Generalleutnant geführt, der üblicherweise einer der Lead Nations angehört, die auch die Leitung einer der fünf multinationalen Brigaden innehatte. Aufgrund der Truppenreduzierung wird der COM KFOR seit 2010 von einem Generalmajor besetzt.
Nachfolgende Offiziere hatten einen Einsatz als COM KFOR:
| Name                                   | Heimatstaat            | Zeitraum                              |
| -------------------------------------- | ---------------------- | ------------------------------------- |
| Generalleutnant Sir Mike Jackson       | Vereinigtes Königreich | 10. Juni 1999 – 8. Oktober 1999       |
| General Klaus Reinhardt                | Deutschland            | 8. Oktober 1999 – 18. April 2000      |
| Generalleutnant Juan Ortuño Such       | Spanien                | 18. April 2000 – 16. Oktober 2000     |
| Generalleutnant Carlo Cabigiosu        | Italien                | 16. Oktober 2000 – 6. April 2001      |
| Generalleutnant Skjaker                | Norwegen               | 6. April 2001 – 3. Oktober 2001       |
| Generalleutnant Marcel Valentin        | Frankreich             | 3. Oktober 2001 – 4. Oktober 2002     |
| Generalleutnant Fabio Mini             | Italien                | 4. April 2002 – 3. Oktober 2003       |
| Generalleutnant Holger Kammerhoff      | Deutschland            | 3. Oktober 2003 – 1. September 2004   |
| Generalleutnant Yves de Kermabon       | Frankreich             | 1. September 2004 – 1. September 2005 |
| Generalleutnant Giuseppe Valotto       | Italien                | 1. September 2005 – 1. September 2006 |
| Generalleutnant Roland Kather          | Deutschland            | 1. September 2006 – 31. August 2007   |
| Generalleutnant Xavier Bout de Marnhac | Frankreich             | 31. August 2007 – 29. August 2008     |
| Generalleutnant Giuseppe Emilio Gay    | Italien                | 29. August 2008 – 8. September 2009   |
| Generalleutnant Markus Bentler         | Deutschland            | 8. September 2009 – 1. September 2010 |
| Generalmajor Erhard Bühler             | Deutschland            | 1. September 2010 – 9. September 2011 |
| Generalmajor Erhard Drews              | Deutschland            | 9. September 2011 – 7. September 2012 |
| Generalmajor Volker Halbauer           | Deutschland            | 7. September 2012 – 6. September 2013 |
| Generalmajor Salvatore Farina          | Italien                | 6. September 2013 – 3. September 2014 |
| Generalmajor Francesco Paolo Figliuolo | Italien                | 3. September 2014 – 7. August 2015    |
| Generalmajor Guglielmo Luigi Miglietta | Italien                | 7. August 2015 – 1. September 2016    |
| Generalmajor Giovanni Fungo            | Italien                | 1. September 2016 – 15. November 2017 |
| Generalmajor Salvatore Cuoci           | Italien                | 15. November 2017 – 28. November 2018 |
| Generalmajor Lorenzo D’Addario         | Italien                | 28. November 2018 – 15. November 2019 |
| Generalmajor Michele Risi              | Italien                | 15. November 2019 – 13. November 2020 |
| Generalmajor Franco Federici           | Italien                | 13. November 2020 – 15. Oktober 2021  |
| Generalmajor Ferenc Kajári             | Ungarn                 | 15. Oktober 2021 – 10. Oktober 2022   |
| Generalmajor Angelo Michele Ristuccia  | Italien                | 10. Oktober 2022 – 10. Oktober 2023   |
| Generalmajor Özkan Ulutas              | Türkei                 | 10. Oktober 2023 – 11. Oktober 2024   |
| Generalmajor Enrico Barduani           | Italien                | 11. Oktober 2024 – amtierend          |

## Weitere Friedensmissionen im Kosovo
Neben KFOR – der zahlenmäßig größten Mission – sind derzeit auch folgende Missionen im Kosovo aktiv:
- UNMIK (UN)
- EULEX Kosovo (EU)
- OSZE-Mission im Kosovo